# Quyết Thắng, thành phố Kon Tum
Quyết Thắng là một phường thuộc thành phố Kon Tum, tỉnh Kon Tum, Việt Nam.

## Địa lý
Phường Quyết Thắng nằm trung tâm thành phố Kon Tum, có vị trí địa lý:
- Phía đông giáp phường Thống Nhất và phường Thắng Lợi
- Phía tây và phía bắc giáp phường Quang Trung ranh giới là sông Đăk Bla
- Phía nam giáp phường Lê Lợi ranh giới là sông Đăk Bla.

Phường Quyết Thắng có diện tích 1,20 km², dân số năm 2021 là 15.058 người, mật độ dân số đạt 12.548 người/km².

## Hành chính
Phường Quyết Thắng được chia thành 8 tổ dân phố: 1, 2, 3, 4, 5, 6, 7, 8.

## Lịch sử
Ngày 17 tháng 3 năm 1975, phường Quyết Thắng thuộc thị xã Kon Tum.
Ngày 6 tháng 12 năm 1990, Ban Tổ chức Chính phủ ban hành Quyết định số 543/TCCB-CP về việc thành lập phường Quang Trung trên cơ sở một phần diện tích và dân số của phường Quyết Thắng.
Ngày 10 tháng 4 năm 2009, Chính phủ ban hành Nghị định 15/NĐ-CP về việc thành lập thành phố Kon Tum thuộc tỉnh Kon Tum. Phường Quyết Thắng trực thuộc thành phố Kon Tum.
Ngày 30 tháng 12 năm 2019, Hội đồng nhân dân tỉnh Kon Tum ban hành Nghị quyết số 66/NQ-HĐND về việc:
- Sáp nhập TDP 3 vào TDP 2
- Sáp nhập TDP 14 và TDP 15 thành TDP 3
- Sáp nhập TDP 12 và TDP 13 thành TDP 4
- Sáp nhập TDP 4 vào TDP 5
- Sáp nhập TDP 7 vào TDP 6
- Sáp nhập TDP 9 và TDP 10 thành TDP 7
- Sáp nhập TDP 11 và TDP 16 thành TDP 8.